# North Eleuthera
North Eleuthera è un distretto delle Bahamas con 3.104 abitanti al censimento 2010.
È situato nella parte settentrionale dell'isola di Eleuthera.